# انباردان
انباردان یکی از روستاهای استان آذربایجان شرقی است که در دهستان مهران‌رود مرکزی بخش مرکزی شهرستان بستان‌آباد واقع شده‌است. این روستا جمعیتی نزدیک به 2000 نفر دارد و حدود450 تا 480 خانوار در این روستا سکونت دارند.